# Distrito de Saint-Nazaire
El distrito de Saint-Nazaire es un distrito (en francés, arrondissement) de Francia, que se localiza en el departamento de Loira Atlántico (en francés, Loire-Atlantique), en la región de Países del Loira. Cuenta con 55 comunas.

## División territorial

### Comunas
Las comunas del distrito, al 1 de enero de 2022, son:
1. Assérac
2. Batz-sur-Mer
3. La Baule-Escoublac
4. La Bernerie-en-Retz
5. Besné
6. Bouée
7. Campbon
8. La Chapelle-des-Marais
9. La Chapelle-Launay
10. Chaumes-en-Retz
11. Chauvé
12. Corsept
13. Le Croisic
14. Crossac
15. Donges
16. Drefféac
17. Frossay
18. Guenrouet
19. Guérande
20. Herbignac
21. Lavau-sur-Loire
22. Malville
23. Mesquer
24. Missillac
25. Montoir-de-Bretagne
26. Les Moutiers-en-Retz
27. Paimbœuf
28. Piriac-sur-Mer
29. La Plaine-sur-Mer
30. Pontchâteau
31. Pornic
32. Pornichet
33. Le Pouliguen
34. Préfailles
35. Prinquiau
36. Quilly
37. Saint-André-des-Eaux
38. Sainte-Anne-sur-Brivet
39. Saint-Brevin-les-Pins
40. Saint-Gildas-des-Bois
41. Saint-Hilaire-de-Chaléons
42. Saint-Joachim
43. Saint-Lyphard
44. Saint-Malo-de-Guersac
45. Saint-Michel-Chef-Chef
46. Saint-Molf
47. Saint-Nazaire (chief-lieu)
48. Saint-Père-en-Retz
49. Sainte-Reine-de-Bretagne
50. Saint-Viaud
51. Savenay
52. Sévérac
53. Trignac
54. La Turballe
55. Villeneuve-en-Retz

## Historia
El distrito de Savenay se creó en 1800. La subprefectura se trasladó a Saint-Nazaire en 1868.Como resultado de la reorganización de los cantones de Francia que entró en vigor en 2015, las fronteras de los cantones ya no están relacionadas con las fronteras de los arrondissements.